# Paul McAuliffe

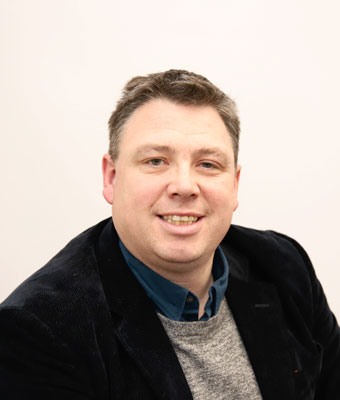
Paul McAuliffe (2020)

Paul McAuliffe (* 8. Februar 1977 in Finglas) ist ein irischer Politiker (Fianna Fáil) und war von Juni 2019 bis Februar 2020 der 350. Oberbürgermeister (Lord Mayor of Dublin) von Dublin.

## Leben
McAuliffe wurde in dem Dubliner Vorort Finglas geboren und wuchs dort auch auf. Er besuchte die De La Salle Primary School, die Beneavin College Secondary School und das National College of Ireland.
2009 wurde er erstmals in das Dublin City Council gewählt, dem er bis zu seiner Wahl zum Oberbürgermeister angehörte. 2016 kandidierte er für seine Partei bei den Wahlen zum Dáil Eireann im Wahlkreis Dublin North-West, konnte jedoch kein Mandat erringen. Am 7. Juni 2019 wurde er für ein Jahr zum Oberbürgermeister von Dublin (Lord Mayor of Dublin) gewählt und löste damit Nial Ring ab. Nach seiner Wahl in den Dáil Éireann am 8. Februar 2020 legte er dieses Amt und sein Mandat als Stadtrat nieder. Zu seinem Nachfolger als Oberbürgermeister von Dublin wurde am 24. Februar 2020 sein Parteikollege und bisheriger stellvertretender Oberbürgermeister (Deputy Lord Mayor) Tom Brabazon gewählt.
Bei den Wahlen zum Dáil Éireann 2024 wurde er wiedergewählt. 
McAuliffe ist verheiratet und hat zwei Kinder, eine Tochter und einen Sohn.